# Vitprickig tångräka
Vitprickig tångräka (Eualus pusiolus) är en kräftdjursart som först beskrevs av Henrik Nikolai Krøyer 1841.  Vitprickig tångräka ingår i släktet Eualus och familjen Hippolytidae. Arten är reproducerande i Sverige. Inga underarter finns listade i Catalogue of Life.